# フアン・ミランダ・ゴンサレス
フアン・ミランダ・ゴンサレス（Juan Miranda González, 2000年1月19日 - ）は、スペイン・アンダルシア州オリバレス出身のサッカー選手。セリエA・ボローニャ所属。ポジションはDF。

## クラブ経歴
2008年にレアル・ベティスのカンテラに入団。6年間同チームで過ごした後、2014年7月にFCバルセロナのカンテラに入団。2017年にセグンダ・ディビシオン所属のBチームに昇格し、8月17日のレアル・バリャドリード戦でプロデビュー。翌2018年1月27日のグラナダCFで、プロ初ゴールを決めた。
2018年7月10日、クラブと2021年までの契約を締結した。
2019年8月30日、シャルケ04に2年間の期限付きで加入することが発表された。
2020年10月5日、レアル・ベティスへのローン移籍が発表。2021年6月5日にバルサとの共同保有の形でベティスへの完全移籍が決まり、2024年までの契約を締結した。
2023年冬にはイタリアのACミランへの加入が噂されたが実現せず、ベティス退団後の2024年7月3日にボローニャFCへ加入した。

## 代表経歴
2021年6月8日、UEFA EURO 2020を控えていたスペイン代表で新型コロナウイルスが確認されたため、急遽U-21スペイン代表が出場したリトアニア代表との親善試合にてA代表デビューし、この試合で代表初得点も挙げた。

## タイトル

### クラブ
バルセロナユース
- UEFAユースリーグ : 1回 (2017-18)

バルセロナ
- スーペルコパ・デ・エスパーニャ : 1回 (2018)

レアル・ベティス
- コパ・デル・レイ : 1回 (2021-22)

### 代表
U-17スペイン代表
- UEFA U-17欧州選手権 : 1回 (2017)

U-18スペイン代表
- 地中海競技大会サッカー競技 : 1回（2018）

U-19スペイン代表
- UEFA U-19欧州選手権 : 1回 (2019)

U-23スペイン代表
- オリンピック金メダル : 1回 (2024), 銀メダル : 1回 (2020)